# Road to Rouen
Road to Rouen — пятый студийный альбом английской рок-группы Supergrass, выпущенный в Великобритании 15 августа 2005 года на лейбле Parlophone.

## Об альбоме
Road to Rouen был записан в переоборудованном сарае в городе Руан, Нормандия. Название отсылает к этому городу на севере Франции, а также к альбому 1978 года Road to Ruin панк-рок-группы Ramones.
По личным причинам, среди которых травля таблоидами Дэна Гоффи и смерть матери братьев Кумбз, это был трудный для группы альбом. Он отражает тот период, когда группа была ориентирована на более оркестровый материал. Барабанщик Дэнни Гоффи так сказал о записи альбома: «Это было своего рода осознанное решение сделать альбом, в котором не было бы трехминутного сингла, а было что-то более мягкое. Те малоизвестные треки, которые всегда были на альбомах, но которые никто, вероятно, никогда не слышал, потому что люди покупали лишь наши синглы или смотрели только то, что в чартах или на радио. Так что да, мы хотели убедиться, что эта наша сторона проявляется немного больше, понимаете, и что мы не просто выбираем для выпуска какую-то подходящую для радио песню».
Альбом был высоко оценен и хорошо принят поклонниками группы,  достигнув 9-го места в чартах Великобритании.

## Список композиций
CD 3333342 / 12" 3333341
| №                   | Название                              | Длительность |
| ------------------- | ------------------------------------- | ------------ |
| 1.                  | «Tales of Endurance (Parts 4, 5 & 6)» | 5:31         |
| 2.                  | «St. Petersburg»                      | 3:09         |
| 3.                  | «Sad Girl»                            | 3:37         |
| 4.                  | «Roxy»                                | 6:17         |
| 5.                  | «Coffee in the Pot»                   | 1:49         |
| 6.                  | «Road to Rouen»                       | 3:51         |
| 7.                  | «Kick in the Teeth»                   | 3:36         |
| 8.                  | «Low C»                               | 4:16         |
| 9.                  | «Fin»                                 | 3:11         |
| Общая длительность: | Общая длительность:                   | 35:19        |